# Greatest Hits (album de Björk)
Pour les articles homonymes, voir Greatest Hits.
Albums de Björk
Vespertine
(2001) Family Tree
(2002)
Greatest Hits est une compilation de la chanteuse islandaise Björk.

## Liste des chansons
1. All Is Full of Love (Björk) 4:47
2. Hyperballad (Björk) 5:22
3. Human Behaviour (Björk, Nellee Hooper) 4:12
4. Jóga (Björk, Sjon) 5:05
5. Bachelorette (Björk, Sjon) 5:12
6. Army of Me (Björk, Graham Massey) 3:54
7. Pagan Poetry (Björk) 5:14
8. Big Time Sensuality (remix) (Björk, Nellee Hooper) 4:55
9. Venus as a Boy (Björk) 4:42
10. Hunter (Björk) 4:15
11. Hidden Place (Björk) 5:29
12. Isobel (Björk, Nellee Hooper, Marius DeVries, Sjon) 5:47
13. Possibly Maybe (Björk, Nellee Hooper, Marius DeVries) 5:05
14. Play Dead (Björk, David Arnold, J.Woobble) 3:55
15. It's In Our Hands (Björk) 4:15

## Singles
- It's in our hands (2002)